# Vadstena kloster

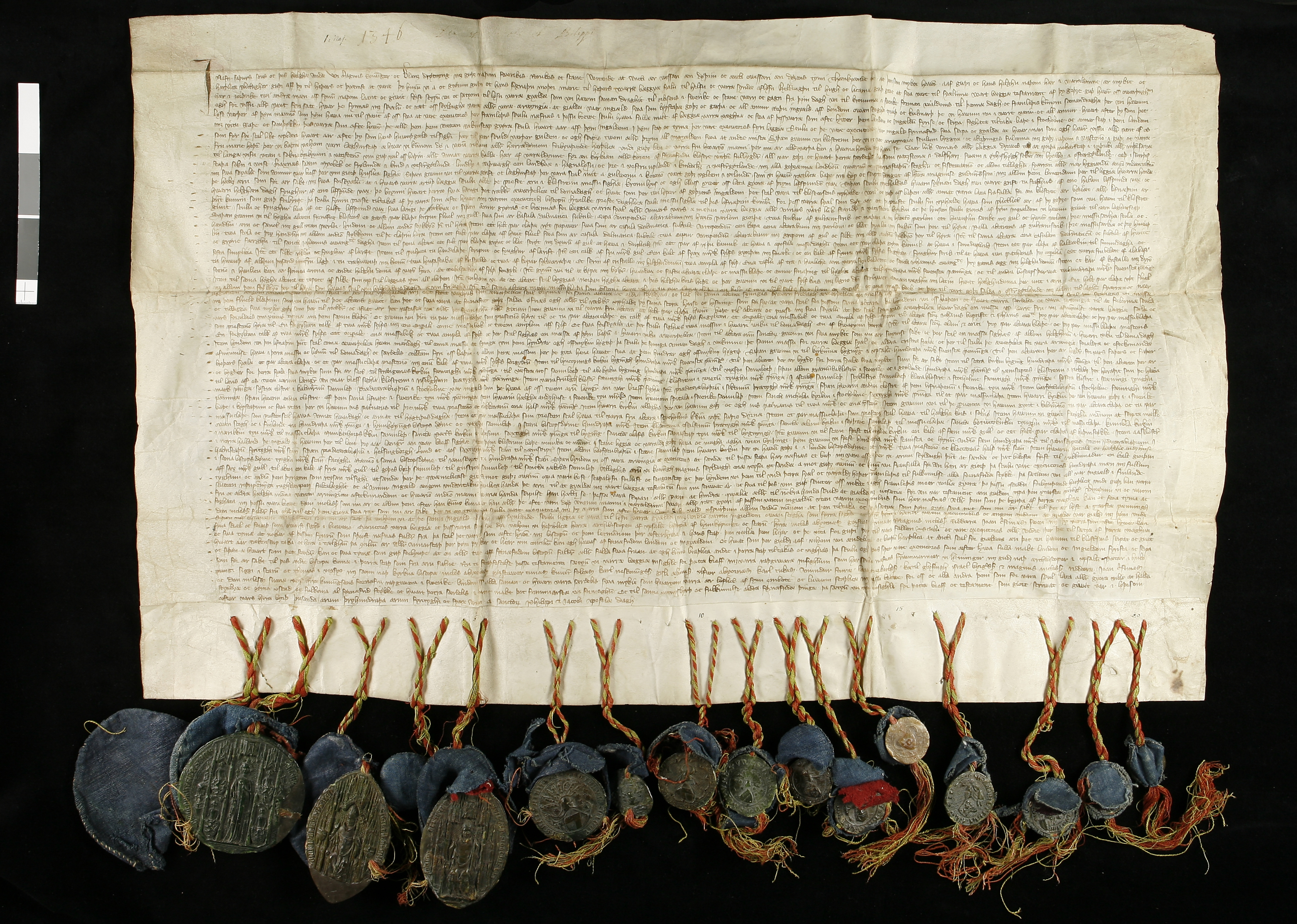
Kung Magnus och drottning Blankas testamente till grundandet av Vadstena kloster

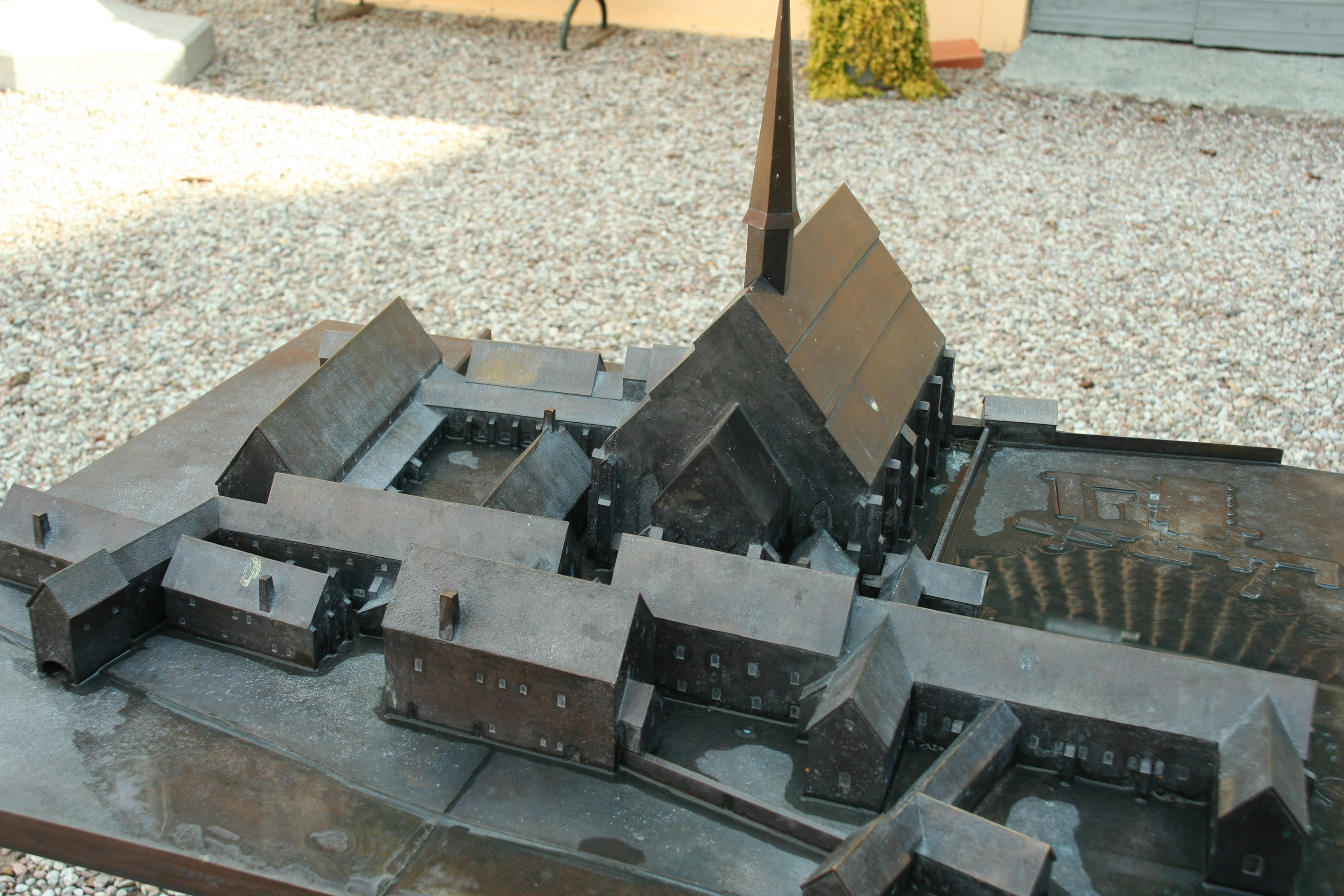
Modell av klostrets byggnader omkring 1450. Den norra delen (till vänster) tillhörde systrarna och den södra delen (till höger) bröderna.

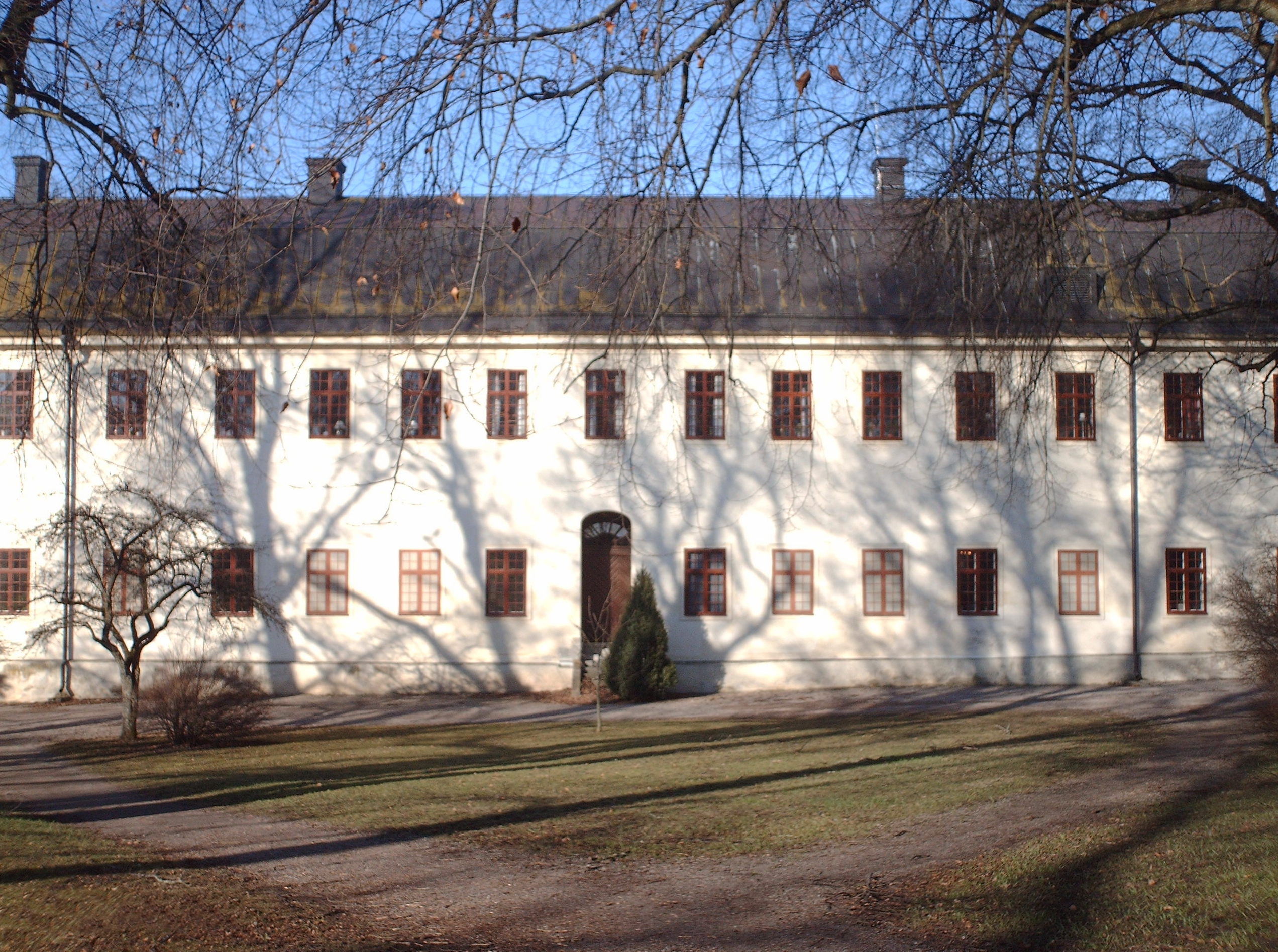
Brödrakonventets östra fasad. Byggnaden rymmer idag hotell och restaurang.

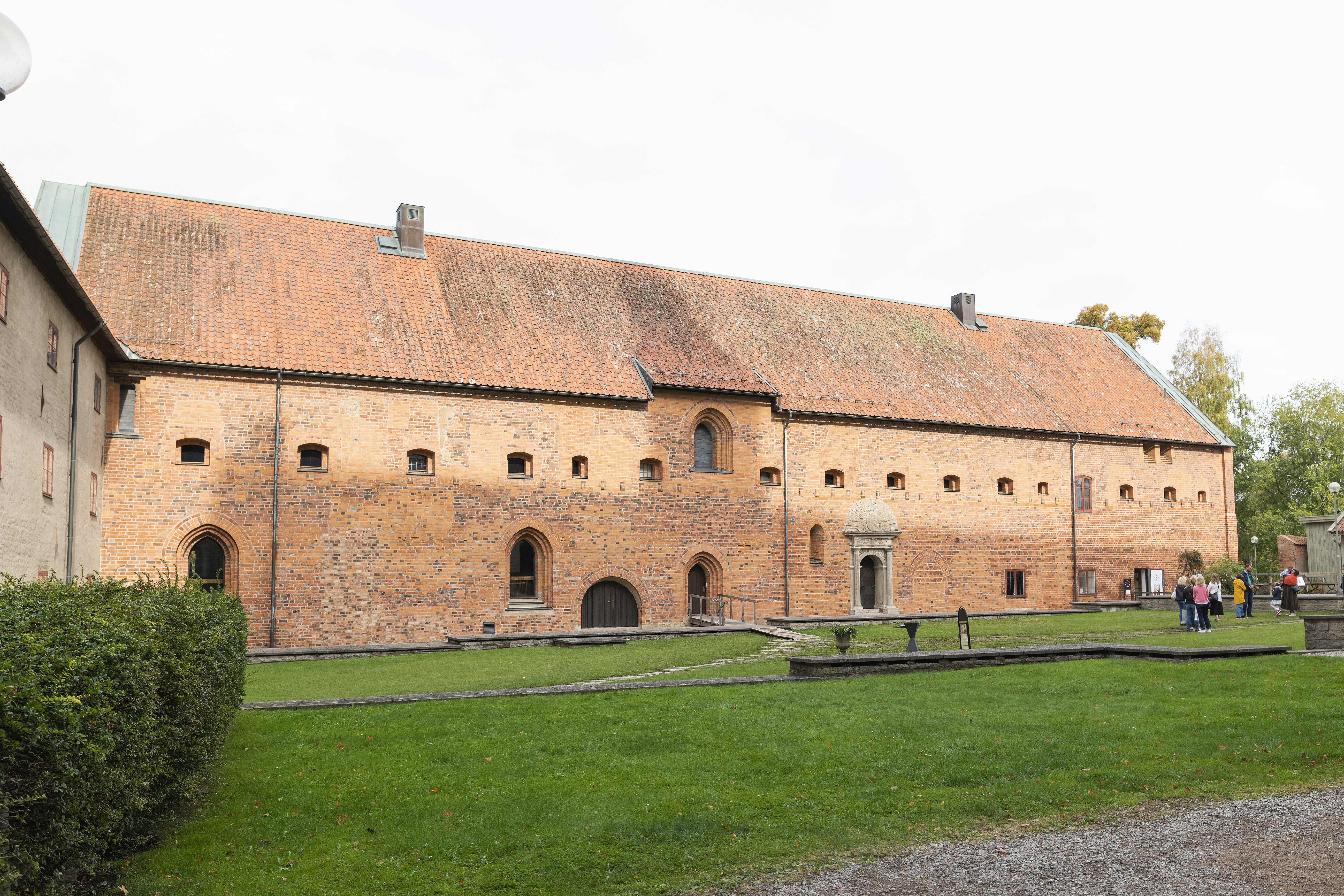
Kungsgården/nunneklostret 2020.

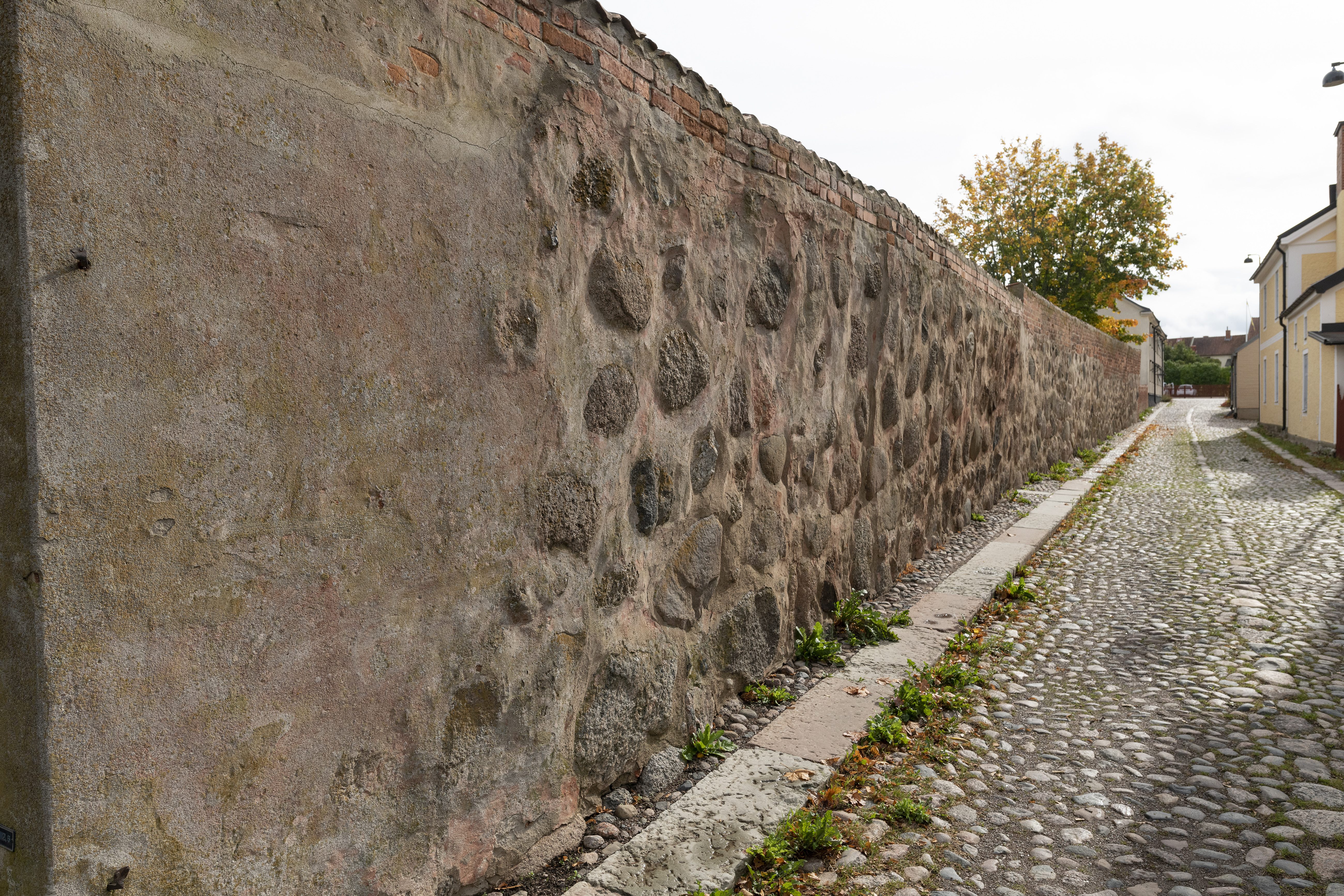
Mur vid Vadstena kloster.

Vadstena kloster var ett kloster för Den helige Frälsarens orden, vanligen kallad Birgittinorden, beläget i Vadstena, Östergötland. Klostret planerades och ritades av Heliga Birgitta, och det invigdes 1384 som ett så kallat dubbelkloster, det vill säga innefattande både nunnor och munkar ur birgittinerorden.
Vadstena kloster spelade en viktig roll under medeltiden, då det var moderkloster för andra kloster av samma orden. Klostret upplöstes i samband med reformationen och stängdes helt 1595.
Birgittinorden återvände till Vadstena 1935 och startade då ett gästhem strax söder om det medeltida klosterområdet. Ett regelrätt kloster, Sankta Birgittas abbedi Pax Mariae, återupprättades 1963 och är fortfarande verksamt.

## Historik

### Grundandet 1346–84
Klostret kom till genom att kung Magnus Eriksson och drottning Blanka av Namur testamenterade det på platsen stående kungapalatset till ett nytt kloster. Det skedde först i deras svenska testamente 1346 och senare i det norska testamentet året därpå. Kungaparets avsikt var att de skulle begravas i det blivande klostrets kyrka och att klostrets präster på kungaparets dödsdagar skulle be för deras själar.
Det dröjde till 1370 innan Birgittas ordensplaner blev godkända av påven, om än i modifierat skick. Planeringen för det nya klostret började genast, med det kunde inte invigas förrän 1384, vilket var efter såväl Birgittas som hennes dotter Katarina Ulfsdotters död.   
Klostrets anseende växte avsevärt genom att det fick makt och befogenhet att utfärda avlat. "Avlat, nämligen tillgift för alla synder" – som det står det i Vadstenaklostrets minnesbok – förkunnades och utdelades där för första gången på Marie bebådelsedag 1378; "och kom vid den tiden en stor mängd folk hit". Genom en påvlig bulla samma år hade klostret erhållit privilegiet att ge evig förlåtelse för alla synder till alla som vallfärdade dit på vissa högtidsdagar. Genom rätten till avlatshandel lades den ekonomiska grunden för klosterbygget, som sedan raskt kunde fortgå.
Enligt Birgittas instruktioner skulle klostret bestå av 60 systrar och 25 bröder, varav åtta lekbröder. Både munkarna och nunnorna, liksom hela klostret i stort, var underställda en abbedissa. En priorissa eller priorinna avdelades för nunnorna specifikt och en generalkonfessor för bröderna, som utsågs av abbedissan. Syftet med att ha ett dubbelkloster, med ett manligt konvent ihop med ett systrakonvent, var troligen att säkra nunnornas behov av präster för bikt och mässor.

### Klosterregler
Kontakten mellan de båda könen var minimala, förutom i två specifika situationer: när en nunnas hälsa var kritisk och hon behövde ta emot sakramentet, samt när en avliden persons kropp skulle tas ut ur klostret. Kyrkan var gemensam, men brödernas område var på nedre våningen medan systrarnas område låg på övre våningen. Systrarna var strängt förbjudna, under hot om bannlysning och med hänvisning till den yttersta domen och evig fördömelse, att låtsas vara sjuka för att på så sätt få möjlighet att interagera med klosterbröderna. Om en syster började tala om världsliga och köttsliga ämnen under bikten, var det klosterbroderns plikt att vända bort huvudet och förhindra sådana samtal.
Redan mellan klockan 3 och 4 på morgonen ljöd klockan från sovhuset, och munkarna tog sig till klosterkyrkan för att utföra ottesången. När den ceremonin var över gick nunnorna i procession in i kyrkan, och på så vis turades bröderna och systrarna om att leda gudstjänst fram till klockan 8. Under större delen av gudstjänsten var det inte förbjudet för systrarna att tala med varandra, endast på slutet fick de växla några ord om andliga ämnen. Skratt och meningslöst prat var strängt förbjudet. En gång mellan dessa gudstjänster gick nunnorna två och två till en öppen grav för att påminna sig om livets förgänglighet.
Först klockan 8 fick både bröder och systrar äta sin första måltid. Munkarna och nunnorna åt i separata salar. Systrarna satt vid två långa bord, var och en placerad efter sin ålder i klostret. Abbedissan var uttryckligt förbjuden att ge någon en bättre plats baserat på härkomst eller rikedom. Måltiderna var enkla men rejäla, vilket var nödvändigt efter den långa fasteperioden och de ansträngande gudstjänsterna. Vid bordet fick ingen yttra ett ord. I stället föreläste en nunna under hela måltiden uppbyggelseskrifter och helgonlegender. Måltiderna inleddes och avslutades med böner. Överskottet av maten samlades in av abbedissan för att delas ut till de fattiga.
Dagen ägnades sedan bland annat åt världsligt arbete. Vissa systrar hade ansvar för att ta hand om de sjuka, andra skötte hushållet och förråden, medan andra sydde och lagade brödernas och systrarnas kläder eller broderade mässkrudar, altardukar och liknande. Under tiden läste bröderna själamässor för de många som i sina testamenten hade skänkt klostret rikedomar. Andra bröder skrev kopior av gamla böcker på pergament, översatte främmande texter och dokumenterade betydelsefulla händelser i klostrets dagbok för kommande generationer. Även bland nunnorna fanns skickliga skrivare. Bland både bröderna och systrarna fanns också duktiga örtagårdsmästare.
Klockan 16 ringde klosterklockan för aftonsång. När den hade klingat ut, började dagens andra och sista måltid ungefär på samma sätt som den första. Mellan dessa måltider var det strängt förbjudet att äta eller dricka något. Instruktioner om andra typer av kroppslig späkning än fasta förekommer inte i Birgittas klosterregler, i motsats till vissa besläktade ordnar som föreskrev gissling varje fredag och åderlåtning flera gånger om året. Dock omnämns även dessa former av späkning för klostrets medlemmar i Vadstena såsom goda handlingar. När klockan slog 20 var det tyst i klostret. Bröderna hade gått till sina celler för att vila, och systrarna låg tillsammans i en sal på bäddar av halm i sängar av enkla träbrädor.

### Storhetstiden 1384–1527
Klostret gynnades av kungahuset och adeln och blev snart både Sveriges främsta andliga centrum och landets största jordinnehavare. Vadstenamunkarna fick stor betydelse som biktfäder och predikanter.
Klosterfolket tillverkade religiösa handskrifter och liturgisk textil av högsta klass, med mera konsthantverk. Klostrets bibliotek har traditionellt uppskattats till uppemot 1 500 volymer. Nyare forskning har uppskattat antalet till minst 900 men maximalt 1 350 volymer. Ändå var det sannolikt Nordens största bibliotek under senmedeltiden.
Klostret drev även en sjukstuga, ett så kallat helgeandshus, senast från år 1401.
Samma år den 24 augusti 1401, avled en av de första nunnorna, Katarina Brynjulvsdotter:
| ”                                                                    | Dagen före Sankt Bartolomei, avled syster Katarina Brynjulvsdotter, en av de första, som ingingo i Vadstena kloster. Hon själv, jämte hennes man Johannes Päterson, flyttade först enligt Sankta Byrgittas föreskrift till orten Vadstena för att bygga ett kloster, varest före dem ej fanns annat än ett öde rum och ej ens ett grand av byggnad, annat än de nedrivna murarna av tre stenhus. Där bodde hon under 4 eller 5 år före ankomsten av Sankta Byrgittas reliker. Och sä fortfor hon att i största fromhet leva hos nunnorna ända till sin död. Hon plågades omkring ett år av svåraste feber, i vilken hon slutligen avled. | „ |
| – HERRENS ÅR I4OI, Vadstena klosters minnesbok : Diarium vazstenense | |   |

Många av klostrets bröder och systrar tillhörde rikets förnämsta ätter. Till och med drottningar lät inskriva sig där som systrar, dock naturligtvis utan att ta nunnedoket. År 1455 blev kung Karl Knutssons moderlösa, åttaåriga dotter Birgitta  invigd i klosterlivet. Den högtidliga ceremonin övervakades av hennes far. Hon avled i klostret efter att ha tillbringat fjorton år som nunna.
Vadstena hade internationell betydelse som moderkloster för andra kloster av birgittinorden runt om i Europa, så som klostren i Reval, Nådendals kloster, Bergen och Marienbrunn i Danzig, där Vadstena brukade utföra inspektioner, och Syon Abbey i England. Både nunnor och munkar skickades ut till dessa kloster. För Syons del kom 1406 en engelsk delegation under ledning av Henrik Fitzhuger till Vadstena och bad om medlemmar för att grunda ett kloster av birgittinorden i England. 1415 eskorterades så fyra nunnor, tre nunnenoviser, en munk och en prästmunk under stora högtidligheter och i närvaro av alla Sveriges biskopar ur klostret för att resa till England och delta i grundandet av Syon.

### Otillbörligt umgänge innanför murarna
De manliga och kvinnliga medlemmarna levde inte alltid så åtskilda som reglerna föreskrev. Detta beskrivs i ett brev från syster Ingrid Pärsdotter år 1498, då hon stämde möte med en man utanför klostret: "Bröder och systrar leka och spela, dricka vin och dansa med hvarannan i trädgården om aftonen och morgonen". 1419 hölls räfst och en undersökning utfördes då abbedissan och nunnorna ryktades ha tagit emot privata gåvor av världsliga män, släppt in lekmän i klostret och träffat män enskilt. 1506 inlämnades också en anmälan från en munk, som vittnade om att en grupp nunnor hade tagit sig in i den manliga delen av klostret medförande vinkrus, och att en grupp nunnor och munkar sedan hade druckit vin tillsammans och besökt varandras celler. Klostret hyste redan tidigt beginer, kvinnor ur främst adeln som levde på klostrets allmosor och av kyrkan ansågs leva ett utsvävande liv. 1412 förbjöds klostret att ta emot dem, men beginer fanns bevisligen kvar där till 1506. 1436 tog upprorsmannen Jösse Eriksson sin tillflykt till klostret, där han dock greps.
Då och då genomförde abbedissan förhör med dem som hade brutit mot klosterreglerna. De flesta överträdelserna verkar ha handlat om prat och skvaller. I mer allvarliga fall kunde unga systrar, det vill säga de under 24 år, bli piskade – dock inte mer än fem slag. Mer allvarliga förbrytare – som de som skickade kärleksbrev till personer utanför klostret eller blev tagna när de försökte klättra över klostrets murar – sattes i klostrets "mörkastuga", som fängelset kallades.

### Klostrets långa avveckling 1527–95
Då reformationen påbörjades i Sverige år 1527 inleddes avvecklingen av Sveriges kloster genom ett förbud för dem att ta emot nya noviser, medan de gamla medlemmarna fick bo kvar på livstid med underhåll från klostrets tidigare egendomar, som konfiskerades av kronan. Sveriges övriga kloster förföll, men Vadstena, som hade en stark position genom sina förbindelser med adeln och sin internationella berömmelse, klarade sig bättre än de övriga. Kung Gustav Vasas egen syster Anna var vid denna tid nunna i Vadstena.
Vadstena fick till skillnad från övriga svenska kloster fortfarande ta emot noviser, dock med förbehållet att dessa måste få kungens särskilda tillstånd. År 1527, efter att en kvinna hade rymt från klostret med sin före detta trolovade, gav Gustav Vasa instruktioner till biskop Hans Brask att ingen kvinna i fortsättningen fick vigas till nunna i Vadstena utan särskild tillstånd från kungen De som redan var medlemmar fick tillåtelse att lämna klostret. Vadstenas abbedissa Birgitta Botolfsdotter gjorde så och gifte sig 1539. De yngre nunnorna ska ha varit mer villiga att ge sig av än de äldre, och abbedissan förbjöds på kunglig befallning att hindra dem. 1544 fick nunnorna och munkarna, enligt uppgift på egen begäran, uttryckligen kungligt tillstånd att lämna klostret och gifta sig. Klosterkansliet slutade anteckna vilka som antogs till nunnor efter år 1528, så kunskapen om vilka som antogs efter reformationen är ofullständig. Munkarna antecknade dock nya medlemmar fram till 1542. De försågs av myndigheterna med nya anställningar som läkare, lärare, präster och missionärer efter att de avsvurit sig katolicismen, och lämnade klostret snabbare och i större mängd än nunnorna. Dessa kunde inte försörja sig utanför klostret och stannade i större utsträckning kvar.
1539 förbjöds klostrets munkar att hålla katolska predikningar. Året därpå företogs en inventering av klostrets värdeföremål, som strax därefter avlägsnades. På 1540-talet konfiskerades klostrets omfattande jordinnehav. 1541 fick klostret tillstånd att ta emot allmosor, på villkor att munkarna avhöll sig från att predika offentligt, medan nunnorna skulle få luthersk undervisning. I maj 1540 kom magister Jeorgius, superintendent och kungens ombud, samt biskop Henrik i Västerås till Vadstena och förbjöd den katolska mässan och mässan till helgonen. Biskopen höll därefter en svensk mässa i klostret i nunnornas närvaro. Ämbetsmännen kungjorde så de nya bestämmelserna först i munkarnas del av klostret och därefter i nunnornas. Enligt sägnen ska nunnorna ha stoppat vax i öronen inför de lutherska gudstjänster de tvingades bevista. Klostret fick fortsatta donationer fram till dess stängning. Bland dess donatorer fanns drottning Margareta Eriksdotter (Leijonhufvud) och hennes familj samt drottning Karin Månsdotter. 1545 upphör Vadstenadiariet. Klostrets manliga avdelning avvecklades 1555, då munkarna av kungen gjordes till präster eller läkare. Då Erik XIV avsattes 1568 fanns 18 nunnor kvar i klostret.
Klostret upplevde en sista blomstringstid under den katolskt sinnade Johan III, som 1575 gav det tillåtelse att ta emot nya noviser. Drottning Katarina Jagellonica skickade vin och pengar under fastan, förmedlade kontakter till katolska kyrkan och tros ha legat bakom kardinal Antonio Possevinos besök 1580. Han var påvens sändebud och stannade i sex veckor, införde de nyaste katolska doktrinerna och uppdaterade verksamheten. Vid detta tillfälle fick alla nunnorna, då 14 stycken, på nytt avlägga sina löften, och abbedissan och priorinnan fick svära den tridentiska eden. Kardinalen medförde också ett antal pojkar från trakten då han avreste för att ge dem katolsk prästutbildning. 1587 besöktes klostret av kung Johan och tronföljaren Sigismund, och den första högtidliga katolska mässan sedan reformationen hölls i klostret. 1592 inrättades en katolsk prästskola av Anders Magnusson. Sigismund gav klostret sitt skydd inför sin tronbestigning 1594, påvens sändebud Germanico Malaspina besökte klostret och en flicka antogs som novis.
Den kvinnliga klosterdelen bestod till och med år 1595, då den stängdes på order av hertig Karl som saknade sin brors katolska intresse. Av de elva nunnor som då fanns kvar i klostret lämnade åtta Sverige tillsammans med den sista abbedissan, Katarina Olofsdotter, och reste till dotterklostret Marienbrunn i Polen. De tre som lämnades kvar fanns fortfarande på plats vid biskop Angermannus visit i juli år 1596. En av dem gifte sig sedan med en ung officer som var kammarsven hos Karl IX, och en annan anställdes som kammarjungfru hos Kristina av Holstein-Gottorp. Den återstående, Karin Johansdotter, fick tillåtelse att stanna kvar i klostret för att ta hand om dess trädgårdsanläggning.

### Mellantiden
Klosterbyggnaderna stod sedan tomma i omkring fyrtio år. Det fanns planer på att upprätta ett universitet i dem, men detta blev aldrig av. År 1641 inrättades i stället ett så kallat krigsmanshus för före detta soldater och officerare och deras familjer, så kallade gratialister, i det före detta nunneklostret. Under denna tid inrymde det också en egen församling och skola för gratialisterna och deras familjer. Krigsmanshuset bestod fram till år 1783. 
År 1795 inrättades ett sjukhus för könssjukdomar i både det före detta nunneklostret och det före detta munkklostret. Sjukhuset för könssjukdomar lämnade snart nunneklostrets lokaler, men kvarstod i munklängan, där man från 1840-talet även tog emot andra patienter och blev lasarett. Det var i drift fram till 1909. 
År 1757 hade ett sinnessjukhus, kallat "Stora Dårhuset", byggts på klosterområdet. Sedan sjukhuset för könssjukdomar hade flyttats från nunneklostret tjänstgjorde det 1810–1825 som ett fängelse och från 1825 till 1951 som en del av Vadstena sinnessjukhus

## Klostret återupprättas

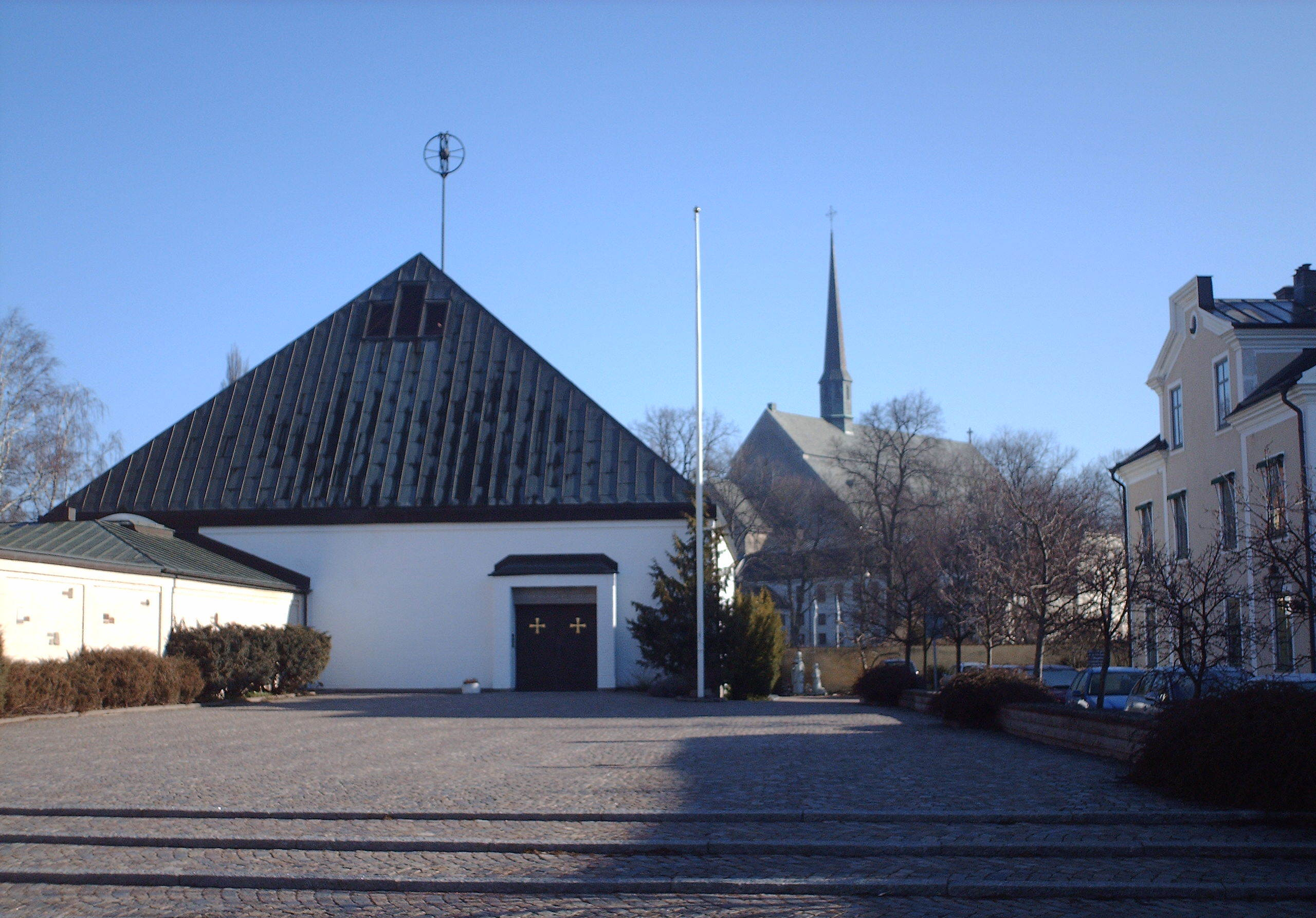
Birgittasystrarnas klosterkyrka invigdes på 1970-talet. I bakgrunden syns den gamla klosterkyrkan (Blåkyrkan), som idag är luthersk församlingskyrka.

Birgittinerna återvände till Sverige och Vadstena genom Elisabeth Hesselblads försorg 1935. De slog sig ner strax söder om det medeltida klosterområdet, vid Vätterns strand, och bildade först ett gästhem.
Detta nya kloster, som alltså först tillhörde den romerska grenen av birgittinorden, blev 1963 formellt ett underkloster till klostret Maria Refugie, Nederländerna, av den medeltida grenen. 1988 blev det självständigt priorinnekloster och från och med 1991 är det ett abbedisskloster med namnet Pax Mariæ.
Birgittasystrarnas klosterkyrka är ritad av Karl-Göran Eklund och byggd 1973.

## Årtal i klostrets historia
- 1346 - Konung Magnus och drottning Blanka testamenterar den 1 maj Vadstena kungsgård till att bli ett kloster.
- 1347 - Kungaparet testamenterar i sitt norska testamente en stor summa pengar till klosterbygge i Vadstena.
- 1370 - Påven Urban V godkänner Birgittas ordensregel i kraftigt modifierad form.
- 23 juli 1373 - Den heliga Birgitta dör.
- 1374 - Birgittas kvarlevor förs till Vadstena.
- 1381 - Birgittas dotter Katarina av Vadstena dör.
- 23 oktober 1384[20] - Vadstena kloster invigs.
- 7 oktober 1391 - Birgitta helgonförklaras.
- 1388 - Klostret brinner ned, men blir snabbt återuppfört.
- 1401 - Klostrets helgeandshus omnämns första gången.
- 1430 - Vadstena klosterkyrka, blåkyrkan, invigs.
- 1492 - Den första fullständiga utgåvan på latin av Birgittas Himmelska uppenbarelser trycks i Lübeck av Bartholomæus Gothan på uppdrag av Vadstena kloster.
- 1495 - Ett tryckeri inrättas i klostret, det första i Sverige. Det förstörs redan efter ett halvår i en eldsvåda.
- 1526 - Legenden om Liten Agda och Olof Tyste utspelar sig.[10]
- 1527 - Reformationen förbjuder Sveriges kloster att ta emot nya medlemmar. Vadstena får fortsätta ta emot medlemmar, om de har godkänts av kungen.
- 1532 - Klostrets hospital stängs och dess patienter flyttas över till Vadstena hospital.
- 1540 - Katolska mässan förbjuds och protestantiska mässor hålls i klostret.
- 1541 - Klostret får tillstånd att ta emot allmosor för sitt underhåll.
- 1543 - Gustav Vasa förseglar brevskåpen i Vadstena kloster och låter föra bort otaliga böcker.
- 1544 - Klostrets kvarvarande nunnor och munkar får på egen begäran uttryckligt tillstånd att gifta sig.[15]
- 1549 - De flesta av munkarna i klostret fördrivs. Nunnorna får vara kvar, på grund av klostrets starka ställning som adligt jungfrustift.
- 1550 - Nunnorna flyttar över till munkarnas del av klostret. De kvarvarande medlemmarna får nu endast använda munkarnas kapell för katolsk gudstjänst.[10]
- 1552 - Under Gustav Vasas bröllop med Katarina Stenbock år vandaliseras altaret av kalvinistiska spelmän.[10]
- 1555 - Den manliga delen av klostret upplöses, och munkarna tvingas lämna Vadstena.
- 1567 - Danskarna plundrar klostret och bränner ned en del av det under nordiska sjuårskriget.[10]
- 1575 - Johan III ger sin tillåtelse åt klostret att återigen börja ta emot noviser.
- 1580 - Klostret visiteras av påvens sändebud kardinal Antonio Possevino och reformeras enligt katolska kyrkans dåvarande direktiv.
- 1587 - Den första högtidliga katolska mässan sedan reformationen hålls i klostret under kungens och tronföljarens besök.
- 1592 - En skola för katolska präster inrättas.
- 1595
  - Oktober - Vid en riksdag i Söderköping beslutar man att klostret ska stängas.
  - 22 november - Hertig Karl låter officiellt stänga klostret och fördriver de sista nunnorna.
  - 13 december - Nunnorna lämnar klostret och beger sig till Polen. Endast Karin Johansdotter tillåts stanna kvar för att ta hand om trädgården.
- 1605 - Den sista nunnan, Karin Johansdotter, ställs inför rätta för stöld och förvisas från klostret.
- 1638 - Den sista birgittinernunnan från Vadstena, Anna Larsdotter,[21] dör i Polen.
- 1641 - Ett så kallat Krigsmanshus för pensionerade soldater inrättas i det före detta nunneklostret.
- 1757 - Ett sinnessjukhus uppförs på området, kallat "Stora Dårhuset".
- 1783 - Krigsmanshuset stängs.
- 1795 - Ett sjukhus för veneriska sjukdomar inrättas i både munkarnas och nunnornas länga. Avdelningen i munklängan fungerar från 1840-talet också som allmänt lasarett.
- 1810 - Nunnelängan görs om till fängelse.
- 1826 - Nunnelängan blir en del av det så kallade "Stora Dårhuset".
- 1909 - Sjukhuset i munklängan stängs.
- 1935 - Birgittasystrar öppnar ett vilohem i Vadstena.
- 1951 - Sinnessjukhuset i nunnelängan stängs.
- 1963 - Sankta Birgittas kloster Pax Mariæ grundas i Vadstena från birgittinklostret i Uden, Nederländerna.
- 1991 - Moder Karin Adolfsson vigs till första abbedissan i Vadstena sedan 1595.

## Ämbetslängder

### Vadstenas abbedissor
- 1375 –1381 : Katarina av Vadstena (ej officiellt vigd)
- 1381–1384 (eller 1385) : Margareta Bosdotter (Oxenstierna) (ej officiellt vigd)
- 1385–1403 : Ingegerd Knutsdotter (officiellt vigd 1388)
- 1403–1422 : Gerdeka Hartlevsdotter (Bolk)
- 1422–1447 : Bengta Gunnarsdotter (priorinna 1403–1422)
- 1447–1452 : Ingeborg av Holstein (första gången)
- 1452–1456 : Katarina Bengtsdotter
- 1457 : Katarina Ulfsdotter (Cecilia Petersdotter valdes först, men vägrade inneha ämbetet)
- 1457–1465 : Ingeborg av Holstein (andra gången)
- 1465–1473 : Katarina Petersdotter
- 1473–1486 : Margareta Clausdotter
- 1487–1496 : Anna Paulsdotter (priorinna 1473–1486)
- 1496–1501 : Margareta ('Märita') Thuresdotter
- 1501–1518 : Anna Fickesdotter Bülow
- 1518–1529 : Anna Germundsdotter
- 1529–1534 : Katarina Eriksdotter
- 1534–1539 : Birgitta Botolfsdotter
- 1539–1548 : Katarina Mattsdotter (död 1559)
- 1548–1553 : Margareta Nilsdotter
- 1553–1564 : Katarina Bengtsdotter Gylta (första gången)
- 1564–1565 : Ingegerd Larsdotter
- 1565–1593 : Katarina Benktsdotter Gylta (andra gången)
- 1593–1595 : Katarina Olofsdotter (utvandrad till birgittinerklostret Marienbrunn ('Fons Mariae') i Danzig)

### Vadstenas generalkonfessor
- 1300–talet : Petrus av Skänninge
- 1385–1394 : Magnus Petri
- 1394–1401 : Johannes Petri
- 1401–1423 : Ericus Johannis
- 1423–1426 : Ulf Birgersson
- 1426–1443 : Gervinus Petri
- 1444–1452 : Magnus Unnesson
- 1460–1465 : Magnus Unnesson
- 1465–1468 : Olavus Johannis
- 1468–1479 : Johannes Johannis
- 1499–1501 : Johannes Mathei
- 1511–1512 : Nicolaus Ragvaldi
- 1506–1510 : Sven Thordsson
- 1511–1512 : Nicolaus Ragvaldi
- 1512–1514 : Johannes Mathei
- 1514–1517 : Sven Thordsson
- 1517–1520 : Nils Amundi
- 1520–1521 : Karl Bendictsson
- 1524–1525 : Nils Amundi
- 1525–1528 : Karl Bendictsson
- 1528–1529 : Nils Amundi
- 1529–1535 : Ericus Beronis
- 1535–1540 : Petrus Nicolai
- 1540–1541 : Nils Amundi
- 1541 : Petrus Nicolai

## Kända medlemmar
På något sätt notabla ordensmedlemmar i Vadstena kloster, både munkar och nunnor, återfinns nedan undantaget klostrets föreståndare, som listas separat. De är sorterade efter förnamn (i medeltidens Sverige hade man inte efternamn i nutida mening). 
- Anna Clausdotter (död 1454), brodyrkonstnär[22]
- Anna Eriksdotter Vasa (1503–1545), kung Gustav Vasas syster.
- Barbara Jeppesdotter (Svinhuvud) (död 1505), dotter till Jeppe Hansson (Svinhuvud).
- Barbro Svensdotter (död 1401), uppges ha levat till 110 års ålder på grund av sin dygd[10][14]
- Benedictus Petri, sändes av Gustav Vasa som missionär till samerna 1525[14]
- Birgitta Karlsdotter (Bonde) (1446–1469), nunna, dotter till kung Karl Knutsson (Bonde)
- Birgitta Stensdotter (död 1536), dotter till Sten Sture den äldre (1485)
- Christina Elafsdotter (död 1541), översättare av legenden om S Gregorius Stylista[23]
- Christina Hansadotter (Brask) (1459–1520), författare
- Christina Månsdotter, författare (1520)[23]
- Christina Nilsdotter (död 1399), vokalist, lärare i sång[22]
- Elisabeth Nilsdotter, vokalist, lärare i sång[22]
- Elseby Giordsdotter, författare (1502)[23]
- Erik Simonsson (Ericus Simonis), författare (d. 1464) [24]
- Ingegärd Torstensdotter, författare (1526)[23]
- Jacob Bekare (1404), arkitekt vid kyrkobygget[13]
- Joar Muramästare (1408), arkitekt vid kyrkobygget[13]
- Johannes Hildebrandi, avskrivare av Ansgarssagan, översättare/kompilator till Barlaam och Josaphat (1417)[23]
- Johannes Johannis (1407), klostrets sändebud utomlands, författare [14]
- Johannes Mathei (Jöns Ewangelista), författare till Förmaningsbrev till systrarna i Vadstena (1515), översättare till Legenderna om S Stefan påve, och S Stefan martyren[23]
- Jöns Budde (Räk) (död 1469), översättare[23]
- Kadrin, Jöns Gudmundssons dotter, författare[22]
- Karin Johansdotter (död efter 1605), klostrets sista kvarvarande nunna efter stängningen 1595.
- Karl Bendictsson (död 1528), översättare (1501)[23]
- Katarina Magnussadotter (död 1414), före detta turkisk slavinna, som givits till gåva åt heliga Birgitta av drottning Johanna I av Neapel[10][14] [25]
- Katerina Gudmundi, författare (1502)[23]
- Katerina Persdotter (död 1564), författare (1534)[23]
- Lars Elfsson, översättare (cirka 1500)[23]
- Magnus Unnesson (död 1470), lärare och generalkonfessor
- Margaretha Lassadotter (cirka 1402), åderlåtare[22]
- Margareta Nilsdotter (död 1524), översättare[23]
- Mathias Laurentii (död 1486), författare, kaplan hos kung Karl VIII Knutsson (Bonde)[23]
- Nils Amundi, översättare[23]
- Olaus Gunnari, biskop i Västerås 1454–1461.[23]
- Peder Månsson (Petrus Magni) (cirka 1460–1534), författare, biskop i Västerås från 1523[23]
- Petrus Astronomus (död efter 1513), munk och astronom.
- Rikissa Karlsdotter (Bonde) (född cirka 1445), nunna, dotter till kung Karl Knutsson (Bonde).
- Ulf Birgersson (död 1433), generalkonfessor, berömd för sin tolkning av heliga Birgittas visioner [14]
- Åke Johansson (Achatius Johannis), biskop i Västerås 1442–1453.